# Christopher John Secombes
Christopher John Secombes (* April 1956 in Balmedie, Aberdeenshire) ist ein britischer Zoologe mit einer Spezialisierung auf Fischimmunologie an der University of Aberdeen. Seit 2014 ist er auch Regius Professor of Natural History.

## Leben
1977 schloss Secombes sein Studium der Zoologie an der University of Leeds mit einem Bachelor ab. 1981 promovierte er an der University of Hull im Bereich der Fischimmunologie. 1982 nahm Secombes seine Arbeit an der University of Aberdeen auf. 1997 folgte der formalen Ausbildung noch ein D.Sc. der University of Aberdeen. Von 2001 bis 2002 leitete er die Abteilung Zoologie der Universität Aberdeen. 2002 übernahm er die Leitung der School of Biological Sciences und behielt diese bis 2011.
2004 wurde Secombes auf den Lehrstuhl für Zoologie in Aberdeen berufen. 2014 wurde er in der Nachfolge von Paul Adrian Racey auf den seit 2009 verwaisten Lehrstuhl für Naturgeschichte berufen. Secombes Ernennung zum Regius Professor liegt nach Aussagen des Vize-Kanzlers der University of Aberdeen, Ian Diamond in seinem beeindruckenden akademischen Werdegang insbesondere wegen seiner Leistungen im Bereich der Immunologie und Biologie von Fischen.
In seinen Forschungen untersuchte Secombes als vergleichender Immunologe die Immunsysteme von Fischen. Fische sind evolutionär interessante Tiere, die in vielfältigen unterschiedlichen Biotopen leben und mit komplexen Immunsystemen ausgestattet sind. Neben dieser interessanten Forschungsbasis haben Secombes Forschungen auch Relevanz für die Industrie, indem er Maßnahmenbündel zur Verhinderung von Seuchen in Fischfarmen entwickelt. Seine Bemühungen umfassten mehrere Bereiche, von sich gegenseitig verstärkenden Maßnahmen, darunter gute Tierhaltungsbedingungen, die Verwendung von genetisch vorselektierten Zuchttieren, Chemotherapeutika, Impfstoffen und Immunstimulanzien alle mit dem Ziel, die Tiergesundheit in den Zuchtnetzen zu verbessern. Seine Patentanmeldungen zeugen von einem breiten Forschungsansatz, bei dem es um Vaccine, Einsatz von Proteinen als Medikament bis hin zu monoklonalen Antikörpern geht. Secombes Forschungen werden von verschiedenen nationalen sowie supranationalen Körperschaften unterstützt.

## Ehrungen
1998 wurde Secombes zum Fellow des Institute of Biology gewählt. Seit 2007 ist er Fellow der Royal Society of Edinburgh. Die Royal Society zeichnete ihn im gleichen Jahr für seine außerordentlichen Beiträge zu unserem Verständnis des Immunsystems von Fischen, insbesondere von Lachsartigen mit dem Alexander Ninian Bruce Price aus. 2013 berief ihn die International Society for Fish and Shellfish Immunology zum lebenslänglichen Fellow.

## Bibliografie (Auswahl)

### Bücher
- 2006: Reviews in fish immunology
- 2006: Vaccine performance - efficacy in gadoids measured by cell mediated immune responses

### Artikel
- 2004: Chemokines; K. J. Laing und C. J. Secombes; In: Developmental and Comparative Immunology. 28, p. 443–460 18 p.
- 2006: Two cathelicidin genes are present in both rainbow trout (Oncorhynchus mykiss) and Atlantic salmon (Salmo salar); C-I. Chang, Y-A. Zhang, J. Zou, P. Nie und C. J. Secombes; In : Antimicrobial Agents and Chemotherapy. 50, 1, p. 185–195 11 p.
- 2007: Discovery of multiple beta-defensin like homologues in teleost fish; J. Zou, C. Mercier, A. Koussounadis und C. J. Secombes; In: Molecular Immunology. 44, 4, p. 638–647 10 p.
- 2007: Cloning and expression analysis of two pro-inflammatory cytokines, IL-1beta and IL-8, in haddock (Melanogrammus aeglefinus); Y. Corripio Miyar, S. Bird, K. Tsamopoulos und C. J. Secombes; In : Molecular Immunology. 44, 6, p. 1361–1373
- 2007: Identification of a second group of type I IFNs in fish sheds light on IFN evolution in vertebrates; J. Zou, C. Tafalla, J. Truckle und C. J. Secombes; In: The Journal of Immunology. 179, 6, p. 3859–3871 13 p.
- 2009: Origin and evolution of the RIG-I like RNA helicase gene family; J. Zou, M. Chang, P. Nie und C. J. Secombes; In : BMC Evolutionary Biology. 9, 14 p., 85.
- 2011: Teleost fish interferons and their role in immunity; J. Zou und C. J. Secombes; In : Developmental and Comparative Immunology. 35, 12, p. 1376–1387 12 p.
- 2011: The interleukins of fish, C. J. Secombes, T. Wang und S. Bird; In : Developmental and Comparative Immunology. 35, 12, p. 1336–1345 10 p.
- 2013: The cytokine networks of adaptive immunity in fish; T. Wang und C. J. Secombes; In : Fish & Shellfish Immunology. 35, 6, p. 1703–1718 16 p.